# Accordo Giappone-Corea dell'agosto 1904
L'accordo Giappone-Corea dell'agosto 1904 (hangŭl: 제1차 한일협약, hanja: 第一次韓日協約) fu stipulato tra i rappresentanti dell'Impero giapponese e dell'Impero coreano nel 1904. Le negoziazioni si conclusero il 22 agosto 1904.

## Disposizioni dell'accordo
L'accordo imponeva alla Corea di assumere consulenti finanziari e diplomatici designati dal Giappone. Imponeva inoltre alla Corea di consultarsi con il Giappone prima di stipulare trattati, rilasciare concessioni o stipulare contratti con potenze straniere.
L'accordo presupponeva che l'inviato straordinario e ministro plenipotenziario di Sua Maestà l'Imperatore del Giappone e il ministro di Stato per gli affari esteri ad interim di Sua Maestà l'Imperatore della Corea fossero autorizzati e abilitati a negoziare e a concordare la lingua specifica dell'accordo bilaterale. L'accordo prevedeva:
- Articolo 1 - Il Governo coreano assumerà come consulente finanziario del Governo coreano un soggetto giapponese raccomandato dal Governo giapponese, e tutte le questioni relative alle finanze saranno trattate dopo l'assunzione del suo consiglio.
- Articolo 2 - Il governo coreano assumerà come consulente diplomatico del Dipartimento degli Affari Esteri uno straniero raccomandato dal governo giapponese e tutte le questioni importanti riguardanti le relazioni estere saranno trattate dopo aver ascoltato il suo parere.
- Articolo 3 - Il Governo coreano dovrà consultare il Governo giapponese prima di concludere trattati o convenzioni con potenze straniere e nel trattare altri importanti affari diplomatici, come il rilascio di concessioni o contratti con stranieri.

— Hayashi Gonsuke, Inviato Straordinario e Ministro Plenipotenziario (datato: 22º giorno dell'8º mese del 37º anno Meiji)
— Yun Chi-ho, Ministro ad interim degli Affari Esteri (datato: 22º giorno dell'8º mese dell'8º anno di Gwangmu)
Una spiegazione della portata e dello scopo dell'articolo 3 è contenuta in una lettera del 1904 dell'ambasciatore giapponese negli Stati Uniti Takahira Kogorō al segretario di Stato americano John Hay: "L'articolo 3 non intende porre un ostacolo alla legittima attività degli stranieri nella sfera del commercio e dell'industria, ma serve come precauzione contro la conclusione di impegni impropri e pericolosi che spesso in passato si sono rivelati fonte di gravi complicazioni, come è stato dimostrato in modo evidente nel caso dell'affitto russo di Yongampo".

## Rescissione dell'accordo
I coreani tentarono più volte di far invalidare le conseguenze indesiderate dell'accordo, presentando alla comunità internazionale prove del fatto che esso era stato imposto coercitivamente. Per esempio: 
- nel 1905 l'imperatore Gojong scrisse personalmente ai capi di Stato dei paesi che avevano stipulato trattati con la Corea; il governo coreano presentò appelli formali e inviò comunicazioni formali[5], ma questi gesti diplomatici furono inutili;
- nel 1907, in quello che a volte viene chiamato "l'affare degli emissari segreti dell'Aia", gli emissari coreani cercarono senza successo di ottenere assistenza internazionale alle Convenzione dell'Aia del 1907[6];
- nel 1921 i rappresentanti coreani tentarono di ottenere un'udienza alla Conferenza navale di Washington del 1921[7], ma gli sforzi risultarono inefficaci.

Questo accordo è stato confermato come "già nullo" dal trattato di normalizzazione dei rapporti tra Corea del Sud e Giappone concluso nel 1965. Nel 2010 il Giappone ha sostenuto che il punto di riferimento cronologico per "già nullo" fosse il 15 agosto 1948, quando fu istituito il governo della Repubblica di Corea. Questo punto di vista è contestato dall'analisi coreana, che interpreta il trattato del 1965 come il riconoscimento della nullità di tutti i trattati e gli accordi nippo-coreani dal 1904 in poi.